# InterCity
InterCity (IC) er en type af persontog, der kører over længere strækninger, normalt mellem landsdele og stopper kun ved større jernbanestationer.
Togene kendetegnes typisk ved højere komfort og hastighed samt færre stop end de lokale tog. Afhængig af land og strækning kan der også være spisevogn og/eller trillebar i togene. Pladsreservering kan være påkrævet eller blot en mulighed.
British Rail i Storbritannien var de første til at bruge InterCity-navnet i 1966. Det tyske togselskab, Deutsche Bundesbahn (DB) fulgte efter i 1968, og i Danmark begyndte DSB i 1974.
På det europæiske jernbanenet findes en international parallel, EuroCity, som blev indført i 1987.

## InterCity i Danmark
Danske Statsbaner (DSB) påbegyndte i 1974 InterCity-drift hver time mellem København og Aarhus, suppleret med forbindelser til andre dele af Jylland. InterCity-togene erstattede alle "sorte" lyntog, dvs. lyntog, som var oprangeret af lokomotiver og vogne, i stedet for de særlige togsæt litra MA og de i mellemtiden udrangerede litra MB og litra MS.
Med tiden blev timedriften forlænget nordpå til Aalborg og Frederikshavn. Ved indførelsen af de første InterCity-tog, blev der på Storebælt indsat to nye jernbanefærger, som sammen med de gamle færger varetog trafikken indtil 1980/81, hvor tre nye og større færger af en ny type blev indsat. Dette medførte mulighed for en væsentlig udvidelse af trafikken.
Efterhånden som IC3-togsættene blev taget i drift i 1990/91, erstattede disse de tog, der fortsat blev trukket af lokomotiver. Ændringen gjorde det muligt at etablere flere direkte forbindelser, da flere togsæt kan køre sammen fra København til f.eks. Vejle eller Kolding, hvor de deles og derefter fortsætter ad forskellige strækninger. Da køreplanen blev tilpasset efter Storebæltsforbindelsens åbning i 1997, erstattede IR4 (litra ER) IC3-togene på strækningen til Sønderborg.

### InterCity-nettet 2022
Nedenfor er gengivet InterCity-nettet, som det ser ud i hovedtræk ved køreplanen for 2022. På ydertidspunkter er der tog, der ikke kører hele strækningen. Bemærk i øvrigt at der i modsætning til f.eks. S-banen ikke opereres med faste linjer. Togene kan således samles og deles undervejs efter behov, ligesom hyppighed og destinationer løbende justeres.
- Timedrift København H – Køge Nord – Odense – Fredericia – Aarhus H – Aalborg (skift hver anden time i Fredericia)[1]
- Timedrift Østerport – København H – Roskilde – Odense – Kolding – Esbjerg
- I myldretiderne forlænges ad Kystbanen til/fra Helsingør med stop i Espergærde, Humlebæk, Kokkedal, Rungsted Kyst og Hellerup.
- Totimedrift Flensborg - Fredericia
  - Fire gange dagligt Fredericia – Aarhus H
  - To-tre gange dagligt Hamburg – Rendsborg – Flensborg
- Tre gange dagligt København H – Odense – Kolding – Hamburg (desuden et tog om natten jul og sommer)
- Enkelte tog om natten mellem København H og Aalborg (evt. skift undervejs)

Endvidere suppleres InterCity-driften med InterCityLyn:
- Timedrift Københavns Lufthavn – København H – Odense – Fredericia – Århus H – Aalborg Lufthavn
  - Totimedrift Fredericia – Sønderborg
  - Totimedrift Fredericia – Herning – Struer
- Fire gange dagligt Københavns Lufthavn – København H – Odense – Århus H (InterCityLyn+)

### InterCity Bornholm
En særlig form for InterCity var InterCity Bornholm mellem København H og Ystad i Sverige med tilslutning til færgen til og fra Rønne på Bornholm. Der kørtes tre til fem gange dagligt, med store udsving afhængig af færgedriften. DSB lukkede den rute ved køreplansskiftet den 10. december 2017. Passagerer skal fremover tage Øresundstog til Hyllie ved Malmø og derefter de lokale Pågatåg.

### Materiel
De danske InterCity-tog køres med togsæt af typerne IC3, IR4 og IC4:
- IC3 (InterCity, 3 vogne) er et trevogns dieseltogsæt, der blev sat i drift fra 1990. Et særligt kendetegn er dets gumminæser på fronten og specialindrettede førerrum, der kan klappes til side, så der kan dannes overgang mellem to sammenkoblede togsæt. IC3 udgør hovedstammen i InterCity-trafikken.
- IR4 (InterRegional, 4 vogne) er et firevogns elektrisk togsæt. Det er en videreudvikling af IC3, og kan sammenkobles med denne. Togene er oprindeligt bygget som regionaltog, men er i dag opgraderet til InterCity-drift. Togene bruges primært til Sønderborg og Esbjerg, samt lokale vogne til Kolding, Fredericia og Odense.
- IC4 (InterCity, 4 vogne) er et firevogns dieseltogsæt, tænkt som afløseren for IC3. Betydelige tekniske problemer har imidlertid medført, at de i stedet primært bruges på ekstraafgange i myldretiden og som regionaltog.